# KMK:s klubbhus

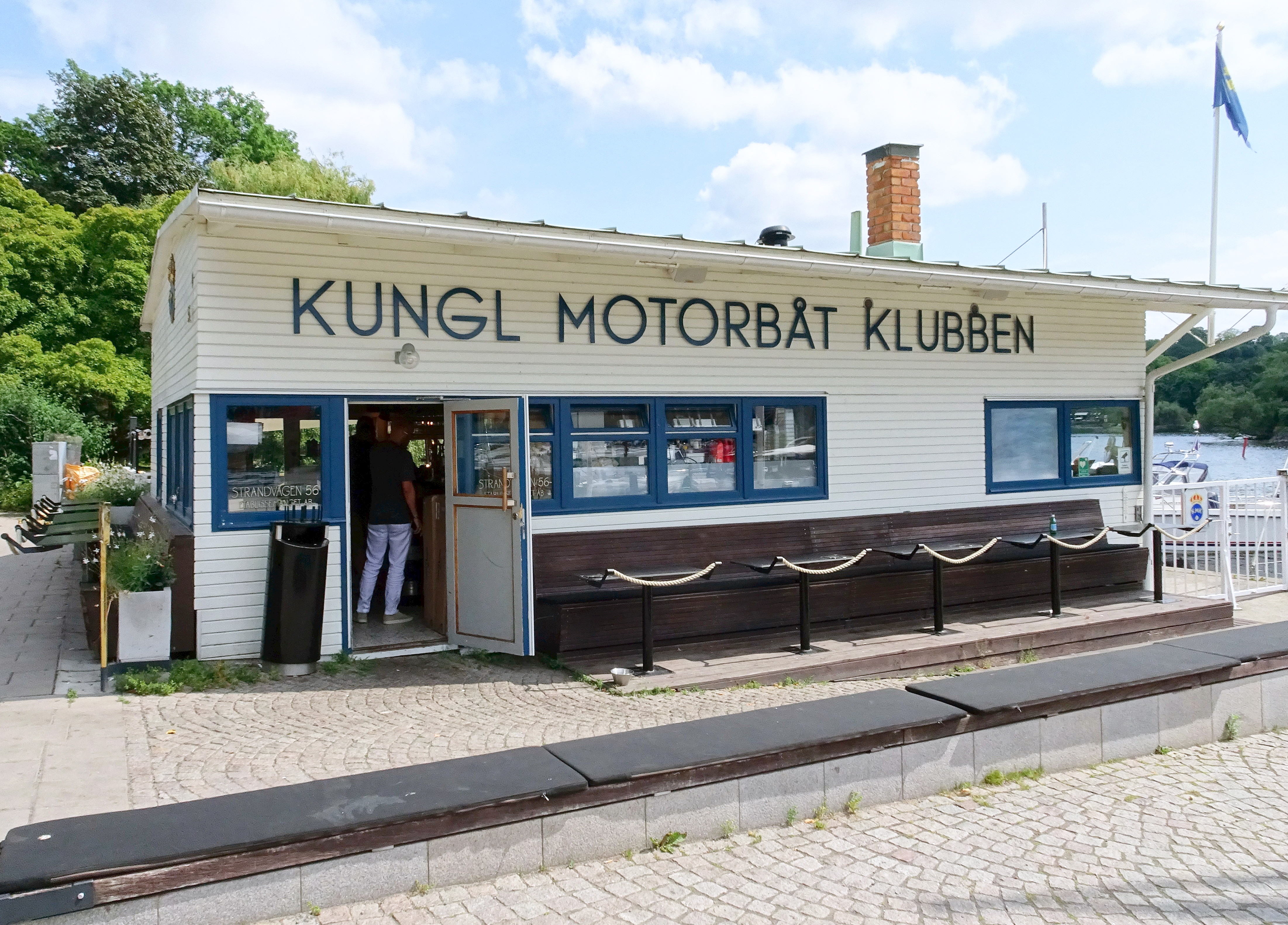
KMK:s klubbhus i juni 2022.

KMK:s klubbhus är Kungliga Motorbåt Klubbens klubbhus beläget på Strandvägskajen vid Strandvägen 56 på Östermalm i Stockholm. Huset uppfördes till Stockholmsutställningen 1930 och tillskrivs arkitekt Osvald Almqvist. Byggnaden är grönklassad vilket innebär "särskilt värdefull från historisk, kulturhistorisk, miljömässig eller konstnärlig synpunkt".

## Byggnadsbeskrivning

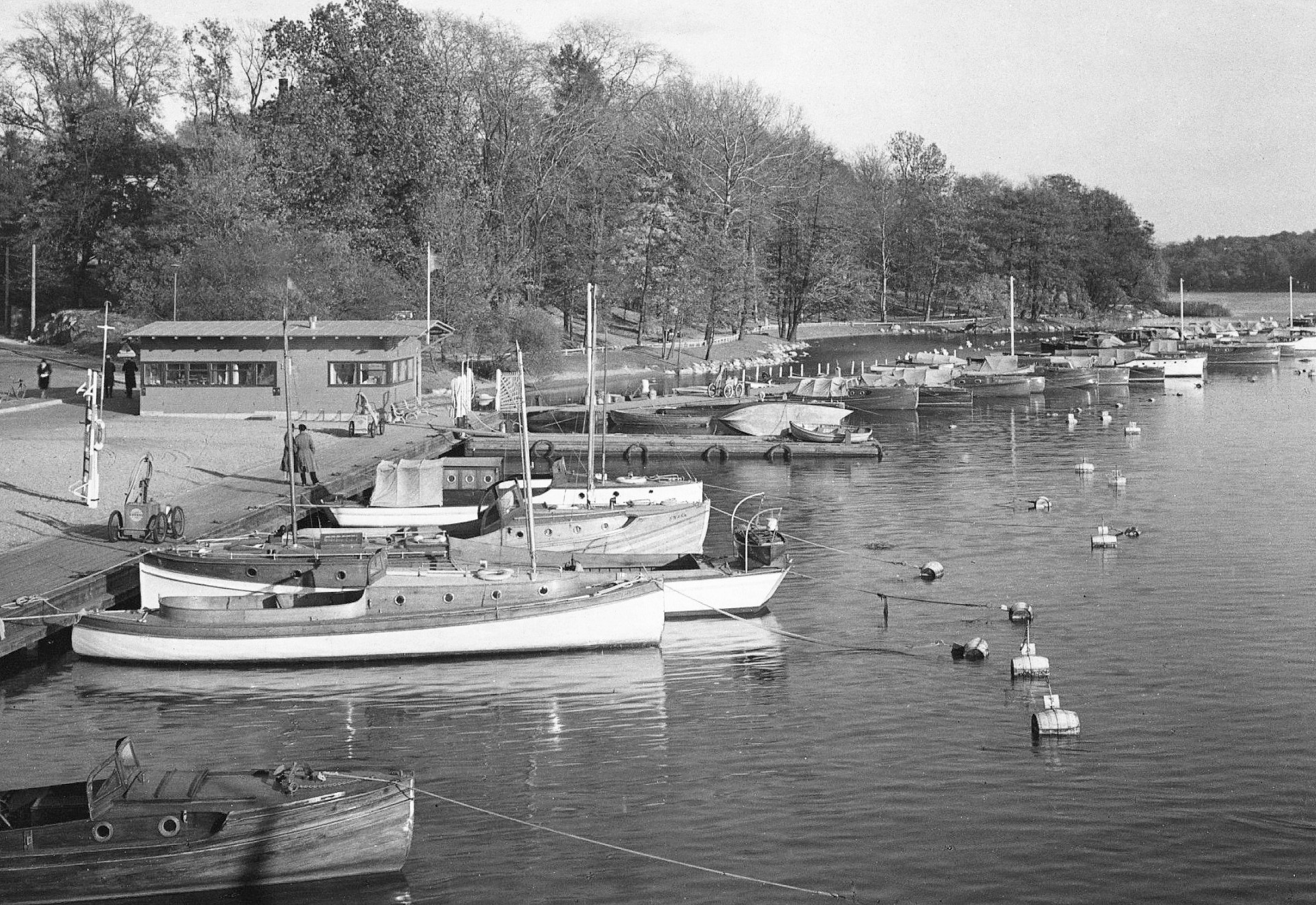
KMK:s klubbhus och marina, 1946.

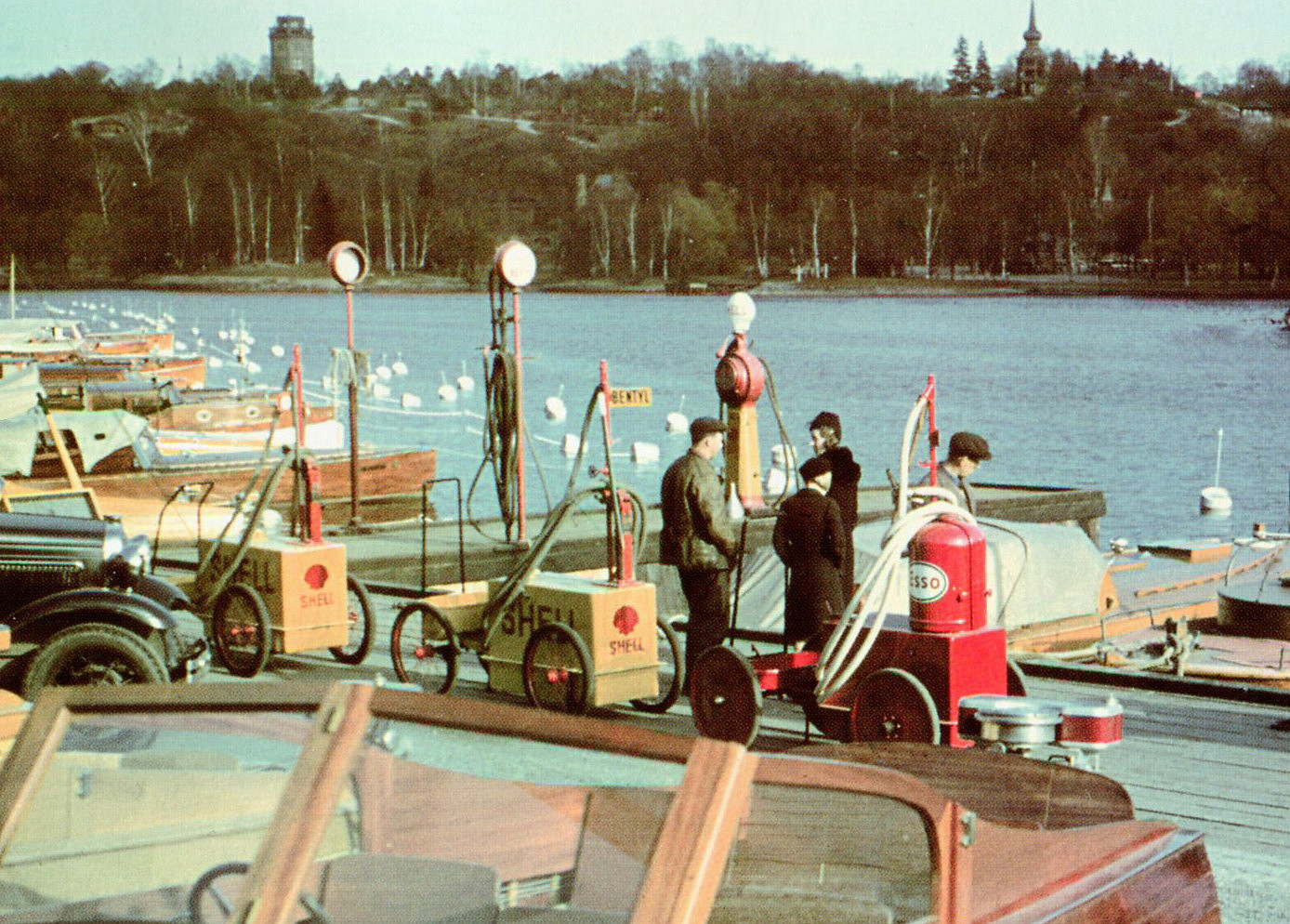
KMK:s bygga med Shell och Essos bensinpumpar, 1930-tal. Observerar de mobila pumparna, därav en med bentyl.

Den lilla paviljongliknande byggnaden i en våning med ett flackt och åt två sidor långt utkragade sadeltak gestaltades av Osvald Almqvist i elegant funktionalism. I en del medier uppges även Sven Markelius som upphovsman. Klubbhuset stod färdig till Stockholmsutställningen 1930 där funktionalismen fick sitt genombrott i Sverige. 
Under årens lopp har byggnaden förvanskats och renoveringsbehovet var stort. Eftersom byggnaden tillskrivs högt bevarandevärde utfördes en varsam upprustning och samtidigt en ny och för verksamheten mer ändamålsmässig planlösning som avslutades 2017. Till klubbhuset hör ett café för allmänheten och en småbåtshamn (se Djurgårdshamnen) med plats för 250 båtar. I anslutning till klubbhuset fanns under många år en numera nedlagd Shell bil- och sjömack. På 1930-talet hade Shell en pump på pontonen och på sommaren hade man mobila pumpar monterade på kärror som rullades fram till båtarna. Då var även Esso med en mobil pump på plats. 
I nu gällande detaljplan som vann laga kraft i januari 2020 gavs den lilla byggnaden skyddsstatus och fick en märkning med ett gement k och q, vilket innebär att byggnaden är kulturhistoriskt värdefull och inte får förvanskas samt att förändringar måste ske med varsamhet. Hur detta kan ske beskrivs i ett gestaltningsprogram för Strandvägskajen, utgiven år 2008 av Stockholms stadsbyggnadskontor, Trafikkontoret, Östermalms stadsdelsförvaltning och Stockholms Hamnar. Byggnaden bedöms av stadsbyggnadskontoret bidra positivt till stadsbilden dels genom att vara för sin tid arkitektoniskt väl utförd och genom att bidra till en historiskt blandad bebyggelse på Strandvägskajen. Klubbhuset är dock inte skyddat som byggnadsminne som en del medier påstår.

### Bilder

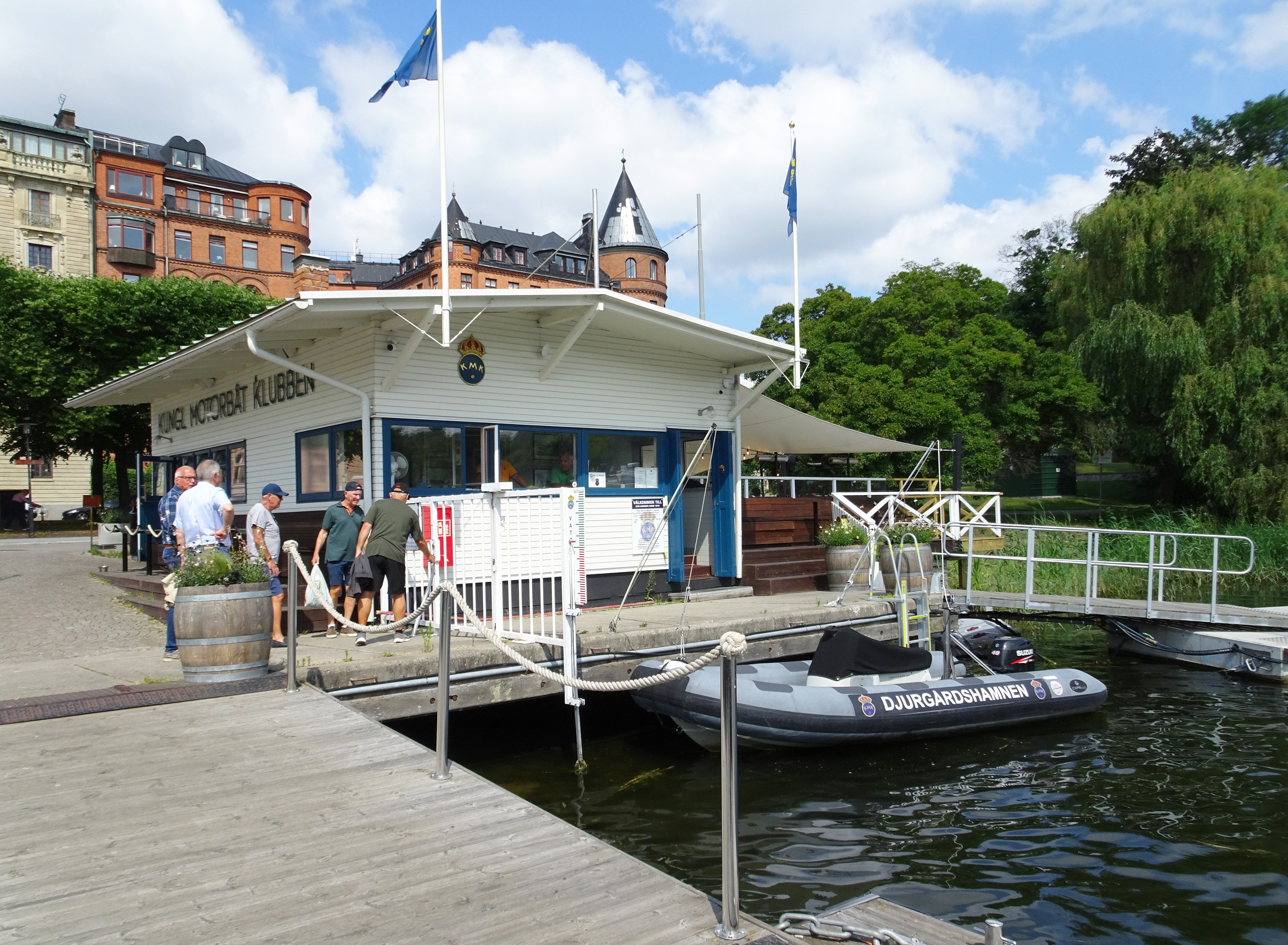
Klubbhuset med Strandvägens hus i bakgrunden.
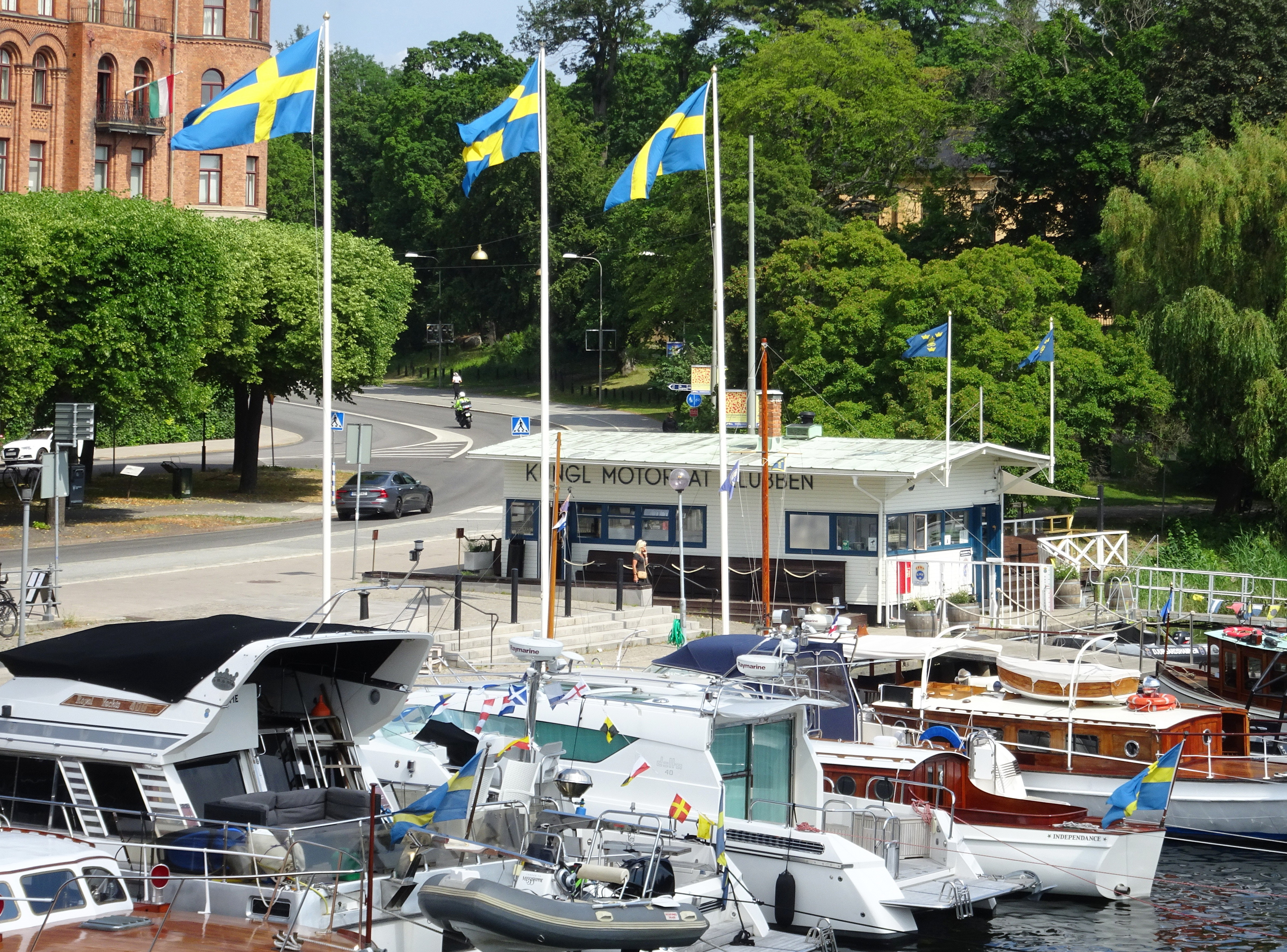
Klubbhuset och hamnen.
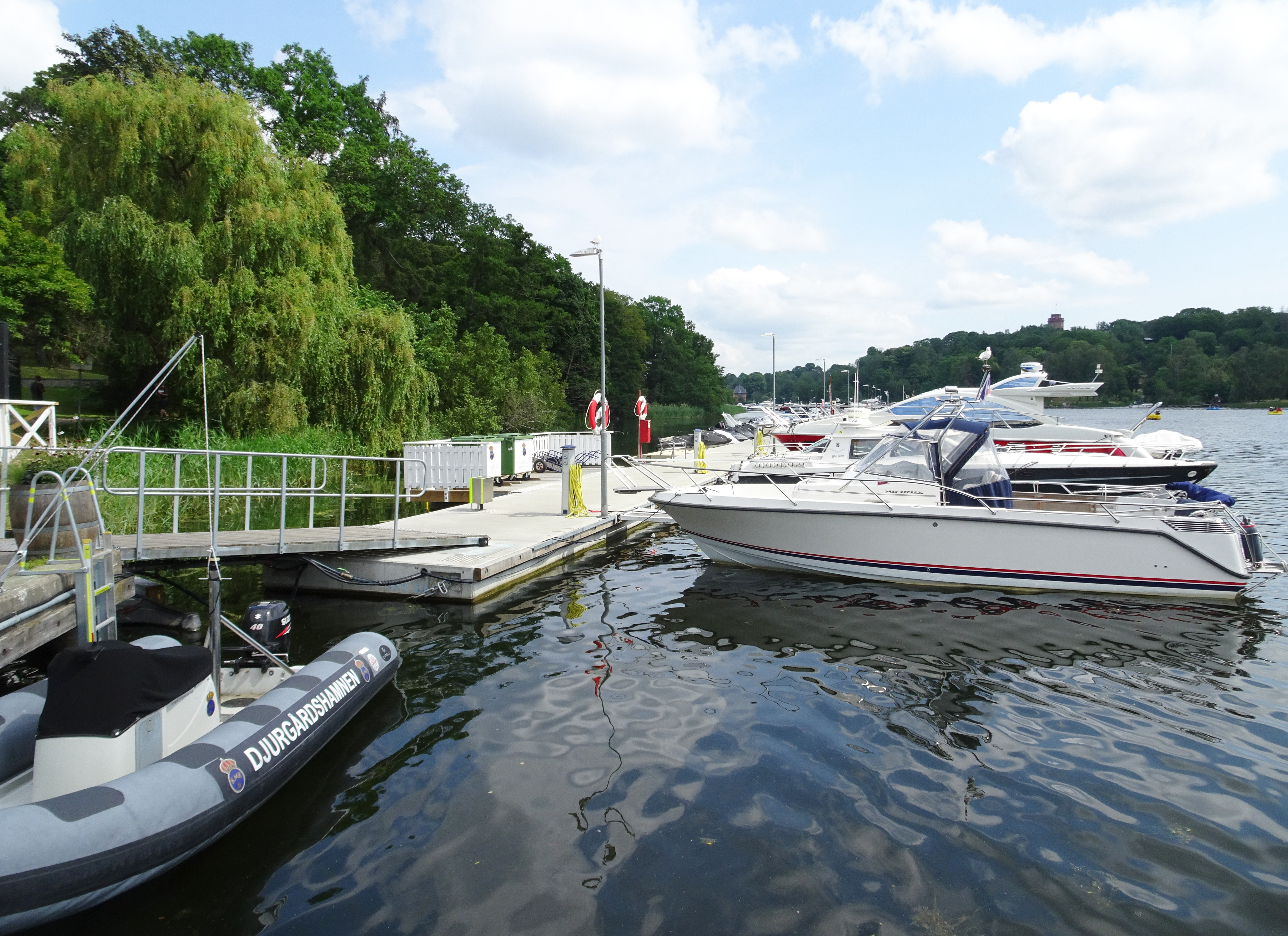
Djurgårdshamnen sedd från Djurgårdsbron.
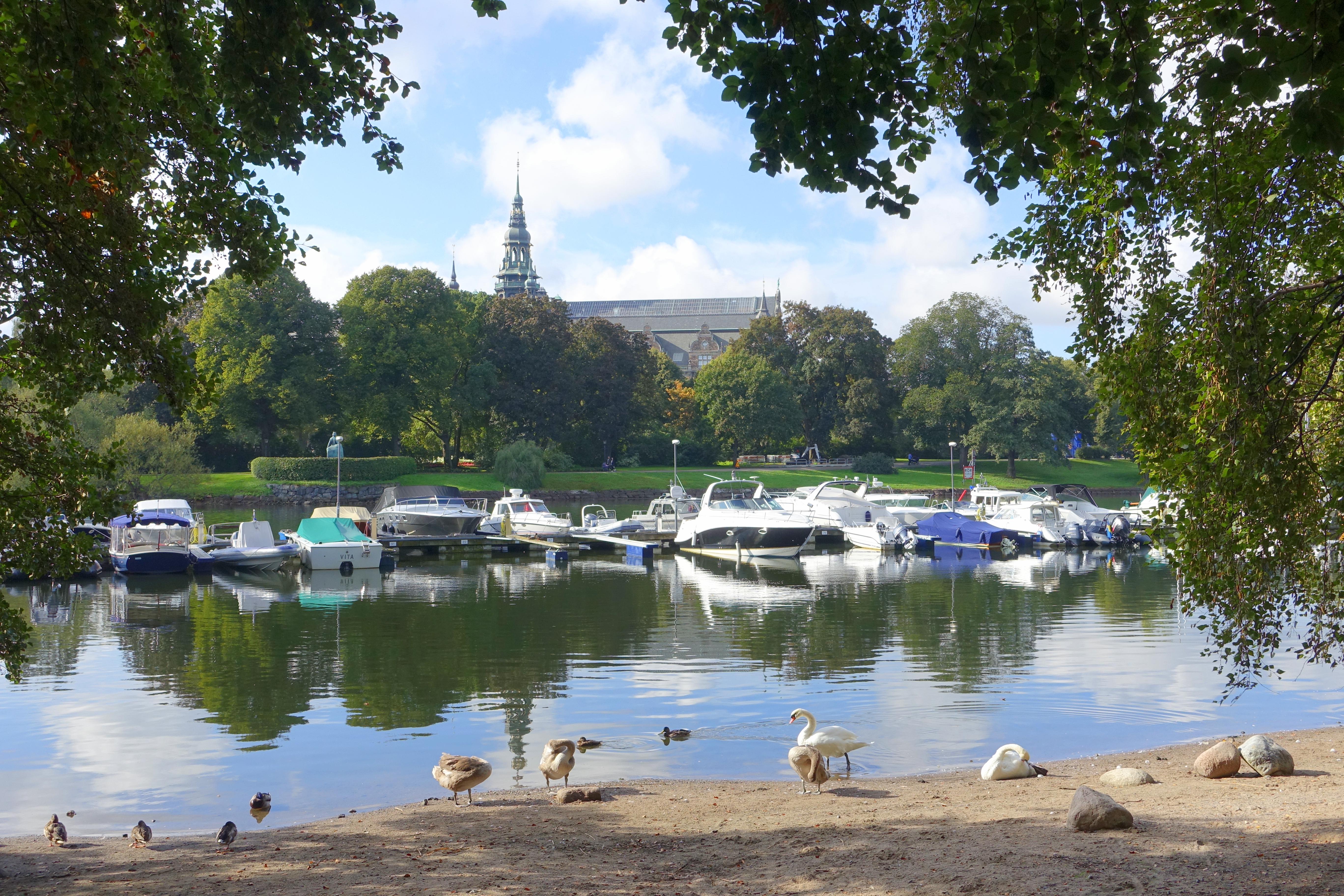
Djurgårdshamnen sedd från Nobelparken.